# Camblain-l'Abbé
Camblain-l'Abbé és un municipi francès situat al departament del Pas de Calais i a la regió dels Alts de França. L'any 2007 tenia 645 habitants.

## Demografia

### Població
El 2007 la població de fet de Camblain-l'Abbé era de 645 persones. Hi havia 246 famílies de les quals 48 eren unipersonals (20 homes vivint sols i 28 dones vivint soles), 91 parelles sense fills, 103 parelles amb fills i 4 famílies monoparentals amb fills.
La població ha evolucionat segons el següent gràfic:
Habitants censats

### Habitatges
El 2007 hi havia 256 habitatges, 245 eren l'habitatge principal de la família, 1 era una segona residència i 10 estaven desocupats. 253 eren cases i 1 era un apartament. Dels 245 habitatges principals, 212 estaven ocupats pels seus propietaris, 27 estaven llogats i ocupats pels llogaters i 6 estaven cedits a títol gratuït; 1 tenia una cambra, 2 en tenien dues, 20 en tenien tres, 48 en tenien quatre i 174 en tenien cinc o més. 207 habitatges disposaven pel capbaix d'una plaça de pàrquing. A 100 habitatges hi havia un automòbil i a 127 n'hi havia dos o més.

### Piràmide de població
La piràmide de població per edats i sexe el 2009 era:
| Homes | Edats   | Dones |
| ----- | ------- | ----- |
| 0     | 95 o +  | 0     |
| 0     | 90 a 94 | 4     |
| 4     | 85 a 89 | 4     |
| 0     | 80 a 84 | 0     |
| 4     | 75 a 79 | 8     |
| 8     | 70 a 74 | 16    |
| 8     | 65 a 69 | 16    |
| 4     | 60 a 64 | 4     |
| 16    | 55 a 59 | 12    |
| 32    | 50 a 54 | 40    |
| 36    | 45 a 49 | 40    |
| 20    | 40 a 44 | 28    |
| 24    | 35 a 39 | 12    |
| 36    | 30 a 34 | 24    |
| 32    | 25 a 29 | 20    |
| 20    | 20 a 24 | 24    |
| 12    | 15 a 19 | 32    |
| 24    | 10 a 14 | 12    |
| 8     | 5 a 9   | 20    |
| 12    | 0 a 4   | 20    |

## Economia
El 2007 la població en edat de treballar era de 464 persones, 306 eren actives i 158 eren inactives. De les 306 persones actives 290 estaven ocupades (166 homes i 124 dones) i 17 estaven aturades (9 homes i 8 dones). De les 158 persones inactives 44 estaven jubilades, 59 estaven estudiant i 55 estaven classificades com a «altres inactius».

### Ingressos
El 2009 a Camblain-l'Abbé hi havia 258 unitats fiscals que integraven 669 persones, la mediana anual d'ingressos fiscals per persona era de 20.995 €.

### Activitats econòmiques
Dels 24 establiments que hi havia el 2007, 1 era d'una empresa de fabricació d'altres productes industrials, 4 d'empreses de construcció, 6 d'empreses de comerç i reparació d'automòbils, 1 d'una empresa d'hostatgeria i restauració, 1 d'una empresa d'informació i comunicació, 1 d'una empresa financera, 1 d'una empresa immobiliària, 3 d'empreses de serveis, 5 d'entitats de l'administració pública i 1 d'una empresa classificada com a «altres activitats de serveis».
Dels 7 establiments de servei als particulars que hi havia el 2009, 2 eren tallers de reparació d'automòbils i de material agrícola, 2 paletes, 1 lampisteria, 1 perruqueria i 1 restaurant.
Dels 2 establiments comercials que hi havia el 2009, 1 era una llibreria i 1 una perfumeria.
L'any 2000 a Camblain-l'Abbé hi havia 12 explotacions agrícoles.

## Equipaments sanitaris i escolars
El 2009 hi havia 1 escola elemental i 1 escola elemental integrada dins d'un grup escolar amb les comunes properes formant una escola dispersa. Camblain-l'Abbé disposava d'un col·legi d'educació secundària amb 140 alumnes.

## Poblacions properes
El següent diagrama mostra les poblacions més properes.